# ديفيد رايت (دبلوماسي)
ديفيد رايت (بالإنجليزية: David Wright)‏ هو دبلوماسي بريطاني، ولد في 16 يونيو 1944.